# Sešat
Sešat (Sesat, Sesheta, Seshata ili Safkhet) je drevno egipatsko božanstvo. Ona je božica znanja, mudrosti i pisanja. Njezino ime znači "ona koja piše". Bila je zapisničarka bogova. Također, zaštitnica je astronomije, astrologije, gradnje, matematike i znanosti. 

## Opis i uloga
Sešat je bila službenica kuće knjiga, knjižnice. Njezini su svećenici zapisivali najvažnije znanje. Pisanje se smatralo vrlo važnim, a malo je tko znao pisati i čitati. Princeza iz 4. dinastije, Wep-em-nefret, je znala pisati te je bila svećenica Sešat. Kao snažnu povezanost s knjigama, Egipćani su Sešat prikazivali s papirusom za pisanje. On je postao njezin simbol, ali je s njim povezivan i Tot, bog-ibis. Bila je odjevena u leopardovu kožu, a pjege su predstavljale  zvijezde, simbol vječnosti (Egipćani su vjerovali da su zvijezde sjajne i neuništive, a rodila ih je Nut, božica-nebo). Kad je bog Mjeseca Tot postao zaštitnik mudrosti i bilježnik odluka bogova, Sešat polako gubi značenje. Tijekom Starog kraljevstva slavila se svečanost između faraona i Sešat.
Dijete Tota i Sešat je Hornub. Tot je ponekad shvaćen kao Sešatin muž, jer oboje imaju slične karakteristike. Hijeroglif za Sešat nalikuje cvijetu ili zvijezdi ispod naopako okrenutih rogova, koji možda predstavljaju polumjesec.

## Vanjske poveznice
|  | Zajednički poslužitelj ima još gradiva o temi Sešat |